# Serrat del Comptador
El Serrat del Comptador o del Contador és un serrat situat en el terme municipal de la Vall de Boí, a la comarca de l'Alta Ribagorça, i dins del Parc Nacional d'Aigüestortes i Estany de Sant Maurici.
El serrat descendeix des del Bony Blanc (2.755,7 m), que marca el seu límit sud-oriental, cap al nord-oest, per trobar la riba esquerra del Riu de Sant Nicolau. Limita al sud-oest amb les Cometes de Casesnoves i el Barranc de Casesnoves.